# Peperami
El Peperami es un aperitivo de salchicha de cerdo fabricado por Unilever en Alemania y Gran Bretaña y por Zwan en México. Según el fabricante, fue enviado al Reino Unido por primera vez por error en un contenedor que se suponía debía llevar paté. La compañía decidió vender el cargamento en el mercado británico bajo la marca «Peperami». Diversas variedades nuevas han sido lanzadas al mercado con los años, con diferente éxito. «Peperami» puede interpretarse como contracción de las palabras pepperoni y salami, aunque la compañía no quiere que el producto sea considerado equívocamente como una combinación de estos. En 1955, el Peperami era uno de los productos de Nabisco.
En 2007, para intentar adaptarse a un mercado más preocupado por la alimentación sana, los fabricantes revisaron la fórmula para producir Peperami con menos grasa, grasa saturada y sal.

## Tipos principales
- Original, vendido en un envase verde, disponible en tamaño normal y aperitivo.
- Hot (picante), vendido en un envase rojo, disponible en tamaño normal y aperitivo, también de venta en México.
- Firestick (muy picante), vendido en un envase negro, disponible solo en tamaño normal, de venta en México con el nombre de Peperami Diablo.
- Barbecue (barbacoa), vendido en un envase lila, disponible en tamaño normal y aperitivo.
- Wideboy (ancho), vendido en un envase verde e idéntico al Original, salvo por su mayor tamaño y sabor.

## Otras variantes
- Peperami Dunkers, una salchicha de tamaño aperitivo con salsa para mojar.
- Peperami Sarni, un aperitivo para tomar con las manos, con salchicha, salsa de tomate y queso, envuelto en pan tierno.
- Canniballs, una salchicha envuelta en pan integral crujiente.
- Peperami Noodles, un aperitivo parecido a los Super Noodles, con Peperami en rodajas y condimento en polvo.
- Peperami Pavo (Gobbler), un aperitivo hecho con carne de pavo, se encuentra actualmente descontinuado en Reino Unido, Aun se consigue en la actualidad en México donde se vende con el nombre de "Peperami Pavo" Su empaque es de color azul claro.

## Contenido cárnico y graso
El Peperami Original suele hacerse con 37,5 g de carne por cada 25 g de salchicha, y el Wideboy se hace con 60 g de carne por 40 g de salchicha. La diferencia en peso se debe a la pérdida de humedad durante el secado de la carne.
Las variedades Original, Hot y Firestick tienen un 44% de grasa, mientras la Wideboy tiene un 49%.